# سی-۳۶۰۵
سی-۳۶۰۵ (به انگلیسی: F+W_C-3605) یک هواگرد ملخ‌پیشین تک‌موتوره از نوع Target tug ساخت شرکت Farner Werke است. هواگرد سی-۳۶۰۵ نخستین پروازش را در ۱۹ اوت ۱۹۶۸ میلادی انجام داد. این هواگرد در سال ۱۹۷۱ میلادی رسماً معرفی گردید و در سال‌های ۱۹۷۱–۱۹۷۳ تولید شده‌است. در مجموع، تعداد ۲۴ فروند از این هواگرد ساخته شده‌است.